# Palazzo Municipale (Scandiano)
Il Palazzo Municipale si trova in via Vallisneri a Scandiano, in provincia di Reggio Emilia. Esso è la sede del comune.

## Descrizione
L'impianto originale del Palazzo Municipale risale al XVI secolo, mentre l'attuale palazzo è frutto di un intervento ultimato nel 1912 da Stanislao Cagliari. La struttura si articola su due piani, scanditi da finestre allineate: trabeate al piano terra e arricchite con timpani al primo piano. Una volta entrati, ci si trova davanti ad uno scalone centrale, diviso in due branche. Si possono poi notare le raffigurazioni pittoriche degli stemmi di Scandiano, di Reggio Emilia, della famiglia Boiardo e della famiglia Da Fogliano.
All'interno del palazzo, che è possibile visitare, sono presenti due affreschi (uno dei quali appartiene originariamente alla Torre Civica) del XVI secolo raffiguranti Santa Caterina d'Alessandria, patrona di Scandiano e sei busti in gesso dello scultore Luigi Mainoni, raffiguranti varie glorie scandianesi, tra cui Matteo Maria Boiardo, Cesare Magati, Antonio Vallisneri e Lazzaro Spallanzani.